# Luz Leskowitz

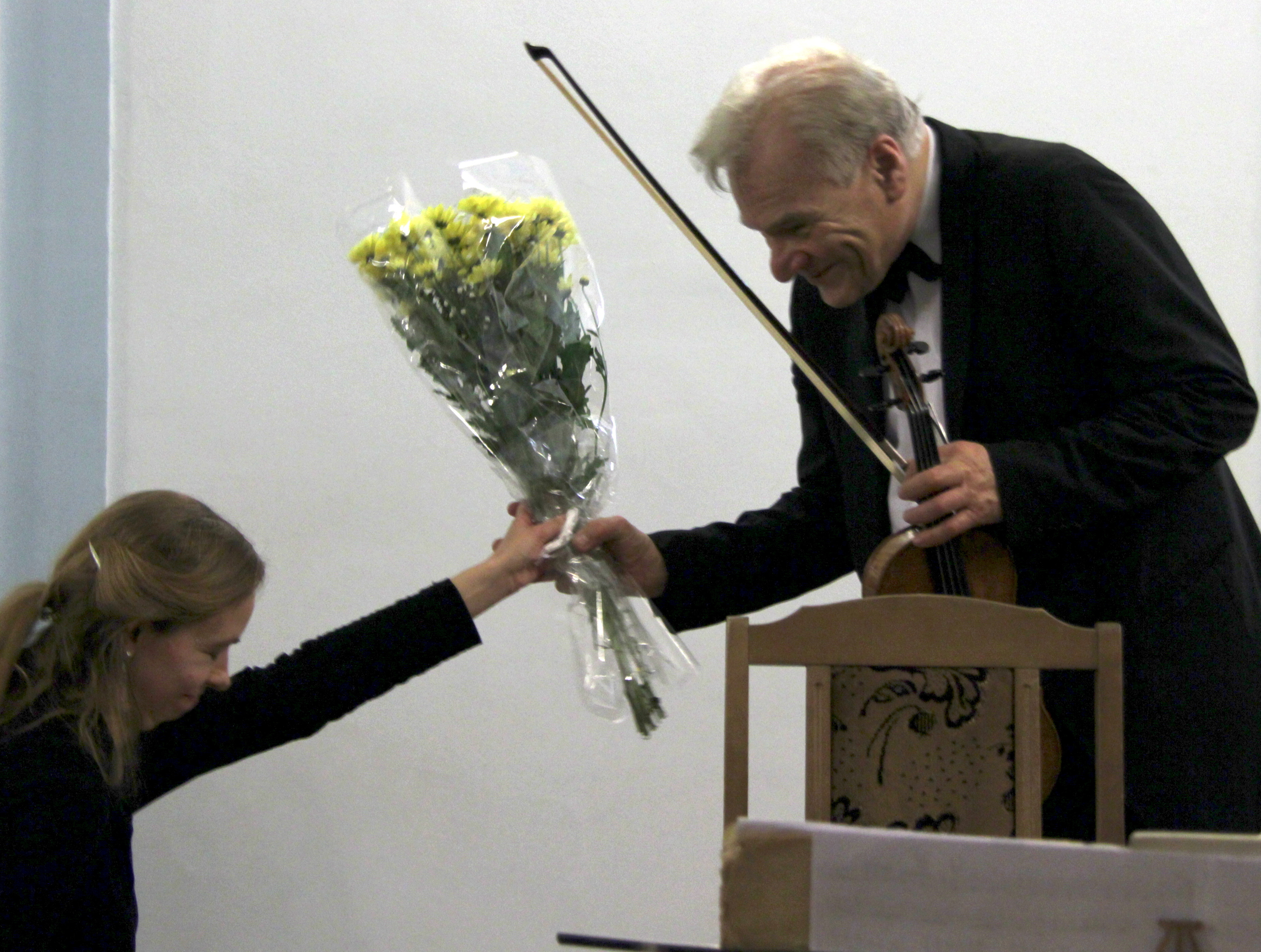
Luz Leskowitz (2012)

Luz Leskowitz (* 7. August 1943 in Salzburg) ist ein österreichischer Violinist, Dozent, Juror sowie Gründer und Leiter mehrerer Musikfestivals.

## Werdegang
Luz Leskowitz wurde in Salzburg als Sohn einer Musikerfamilie geboren. Er erhielt mit sechs Jahren seinen ersten Geigenunterricht bei Professor Turner, später am Mozarteum bei Professor Müller. Mit 13 Jahren setzte er seine Studien bei Váša Příhoda und später bei Ricardo Odnoposoff an der Musikakademie in Wien, bei Ernst Wallfisch in Salzburg und Luzern sowie bei Yehudi Menuhin in London fort. Eine weitere wesentliche Station war seine Lehrtätigkeit an der Yehudi Menuhin School in London.
Nach Debüts in London, New York, Wien, Berlin, Mailand führten ihn Konzertreisen durch ganz Europa, in den Vorderen Orient, nach Afrika, in die USA, nach Südamerika, in den Fernen Osten, nach Russland und nach Japan. Eine Tournee durch die USA machte er als Solist mit der Camerata Salzburg unter Antonio Janigro.
1979 formierte Leskowitz sein eigenes Ensemble, die Salzburger Solisten, mit denen er weltweit konzertiert.
Er war Gast in den größten Konzerthäusern wie der Carnegie Hall (New York), Wigmore Hall (London), Musikverein und Konzerthaus (Wien), La Sala Verdi (Mailand), Rudolfinum (Prag), Mozarteum (Salzburg), Konservatorium (Moskau), Salle Gaveau (Paris), Concertgebouw (Amsterdam), oder dem Kennedy-Center (Washington).
Duo- und Kammermusikpartner von Leskowitz waren und sind u. a. Paul Badura-Skoda, Wilhelm Kempff, Ingrid Haebler, Jörg Demus, Stefan Askenase, Detlef Kraus, Jeremy Menuhin, Igor Oistrach, Norbert Brainin, Alberto Lysy, David Geringas, Heinrich Schiff, Mstislaw Leopoldowitsch Rostropowitsch, Hermann Baumann, Karl Leister, Hansjörg Schellenberger, Michala Petri, Sharon Bezaly, Wolfgang Schulz, Håkan Hardenberger, Elly Ameling, sowie das Bartók Quartett, Kocian Quartett, Lark Quartett, Voces Quartett.
Leskowitz wurde als Juror zum ersten Brahms-Wettbewerb nach Hamburg eingeladen. Er ist ständiger Juror-Gast in Paris beim Intern. FLAME-Wettbewerb.
2008 gründete er in Sibirien den Wettbewerb Yushnouralsk-Salzburg.
2010 war er in die Jury zum David-Oistrach-Wettbewerb nach Moskau eingeladen.
Er hat Meisterklassen in Tokio (Japan), Seoul (Korea) und am Moskauer Konservatorium.
Seit 2017 unterrichtet Luz Leskowitz an der Universität Mozarteum in Salzburg.
Leskowitz spielt auf der Stradivari „Ex-Prihoda“ aus dem Jahr 1707.Die offizielle ID-Nummer der Geige ist 3652.

## Festivals
1970 gründete Leskowitz sein erstes eigenes Musikfestival, die Harzburger Musiktage. Es folgten weitere internationale Festivals in Deutschland, Dannenberger Musikfest, Schwarzwald Musikfestival, Andernacher Musiktage auf Burg Namedy, Rothenfelder Musikfest, sowie in Österreich, Musikfestwoche Schloss Kammer und in Rumänien Klausenburg.
Leskowitz gründete und betreute seit 1973 die Musikfestwoche auf Schloss Berleburg. Er war bereits 1960 als Siebzehnjähriger an der Reifensteiner Frauenschule im benachbarten Birkelbach aufgetreten.
Seit 1986 betreut er zudem auch das Maifestival Rellinger Kirche. Von 1991 bis 2016 hatte Leskowitz die Leitung der Salzburger Schlosskonzerte, der größten Kammermusikreihe der Welt mit mehr als 230 Konzerten im Jahr.

## Film
2001 wirkte er im französisch-österreichischen Film Die Klavierspielerin mit.

## Diskografie (Auswahl)
Luz Leskowitz erscheint auf einer Reihe von Alben unter mehreren Musik-Labels, in denen er spielt, solo oder als Teil eines Ensembles, darunter: Cetra Rekorde, Syrinx, Mirabell, Arte Nova Classics, Sony Music, EMI-Classics, BIS Records, Brilliant Classics, Punkt Classics, One Media, X5 Music Group, BFM Digital, Ok Datensätze.
- Johannes Brahms: Streich-Sextette der Nummern 1, 2 (Arte Nova Classics, 1996)
- Kammermusik in Europa (Arte Nova Classics, 1997)
- Brahms: Piano- und Kammermusik (Arte Nova Classics, 1997)
- Wolfgang Amadeus Mozart: Flute Quartets (BIS Records, 2002)
- The Best of Mozart (Punkt Classics, 2005)
- 1 Klassische – Concertos für Flöte (X5 Music Group, 2005)
- Mozart: Gran Partita (Brilliant Classics, 2006)
- Mozart: Flute & Harp Concerto – Flute Concertos Nos 1, 2 (Savoy Label Group, 2008)
- Mozart: Quartette für Flöte und Streichtrio – Divertimento No. 15 (Punkt Classics, BFM Digital, 2008)
- Stamitz: Quartett für Oboe – Sonate für Bratsche und Klavier – Sinfonie für 2 Oboen, 2 Hörner und Streicher (Punkt Classics, BFM Digital, 2008)
- Mozart: Cassation No. 2 – Divertimentos K. 156 & 251 (Punkt Classics, BFM Digital, 2008)
- Mozart: Die Flötenkonzerte & Andante in C-Dur (X5 Music Group, 2009)
- Mozart: Quintett für Klarinette und Streicher K. 581 „Stadler-Quintett“ (One Media, 2010)
- Mozart: Divertimento Nr. 15 für 2 Hörner und Streicher in B-Dur KV 287 „London Serenade Nr. 2“ (One Media, 2010)
- Mozart: Flötenkonzert No. 1 und No. 2 (One Media, 2010)
- Mozart: Flötenkonzert No. 4 in A-Dur, KV 298 (One Media, 2010)
- Mozart: Symphony No. 36 – Flötenquartett – Salzburg Sinfonie Nr. 1 (Ok Datensätze, 2011)

## Auszeichnungen
- 2007: Lomonosov-Medaille vom russischen Kultusministerium, für Verdienste um die russische Kultur.
- 2010: Vom Kronprinzen von Kroatien, Dalmatien und Slawonien der Titel Graf zugesprochen.
- 2013: Für seine Verdienste als Musiker und Kulturvermittler, Berufstitel Professor.[14]